# Колесник Володимир Любомирович
Колесник Володимир Любомирович (нар. 16 січня 1976, Коломия, Івано-Франківська область) — український боксер, який виступав в легкій ваговій категорії, семиразовий чемпіон України, володар Кубка Європи (1998), срібний призер Чемпіонату світу з боксу (2001), бронзовий призер Ігор Доброї волі (2001) Заслужений майстер спорту України з боксу.

## Життєпис
Володимир Колесник народився 16 січня 1976 року в м. Коломия, навчався в Коломийському ліцеї №1 імені Василя Стефаника, є почесним випускником цього навчального закладу. Володимир Колесник займався боксом зі шкільних років. Тренувався у Заслуженого тренер України з боксу Івана Данилишина. 
Вищу освіту здобув в Прикарпатському національниому університет імені Василя Стефаника. 
Займався боксом у спортивному клубі «Локомотив» (1990 - 2004рр.,) Під час навчання у ВУЗі виступав за спортивний клуб «Карпати» (Коломия) (1998—2003).
Член Національної збірної команди України з боксу з 1992 по 2004рр. 2001 - 2002 рік – капітан Національної збірної команди України. Кращий боксер України за підсумками 2001 року.
Після закінчення спортивної карʼєри, з 2006 року очолює Управління спорту Коломийської міської ради 

## Спортивна кар'єра
Перемагав на чемпіонатах України з боксу в 1992—1996, 2001 і 2002 роках. 
Переможець Спартакіади України, матчевих зустрічей Україна — Німеччина, Україна — США, Україна – Ізраїль, Україна – Швеція, Україна – Польща, Україна – Хорватія, Україна – Мексика. 
Переможець традиційного боксерського турніру «Кубок Копенгаґена» (Данія, 1996)
Володар Кубка Європи (Афіни, Греція 1998)
Переможець турніра групи «А» (місто Галле (Саксонія-Ангальт), Німеччина 1999р.)
Бронзовий призер Ігор Доброї Волі ( Брисбен, Австралія, 2001 рік)
Володар срібної медалі Чемпіонату світу з боксу  (Белфаст, Ірландія, 2001 рік), у фіналі програв Маріо Кінделану. 
Срібний призер Кубка світу (Нижнєвартовськ, Росія, 2002р.)
Володар Кубка України (Донецьк, 2003р.)